# JKCS 041
JKCS 041是由地面光学望远镜、美国宇航局的钱德拉X射线天文台和斯皮策空间望远镜联合发现的星系团。这个星系团红位移量为1.9，距离地球102亿光年，超过了2006年发现的XMMXCS 2215-1738，成为迄今为止发现的最遥远星系团。

## 观测历程
JKCS 041是2006年通过英国的UKIRT望远镜观测到的，当时的观测显示年老的红色恒星占据成员星系的主导。之后UKIRT望远镜、夏威夷群岛的加拿大-法国-夏威夷望远镜、欧洲南方天文台甚大望远镜和美国宇航局的斯皮策空间望远镜联合对它的距离进行了测量。
钱德拉X射线天文台在X射线波段的观测数据证明JKCS041确实是一个真正的星系团，而排除了这些星系正好在视线方向上聚集而导致影像叠加的可能性。通过钱德拉X射线天文台对星系间高温气体的观测证明，JKCS 041是一个已经形成的星系团，而并非处在形成过程中；而根据X射线的分布、形状以及星系团中心没有射电源的情况，也排除了所观测到的X射线辐射是由发射射电波的粒子散射宇宙微波背景而形成的可能性。钱德拉X射线天文台的观测最终使天文学家确定JKCS 041为红位移量为1.9，距离102亿光年的星系团，超过了由欧洲空间局XMM-牛顿卫星在2006年发现的XMMXCS 2215-1738的92亿光年纪录，成为迄今为止人类所知的最遥远星系团。

## 意义
JKCS 041的发现将会对早期宇宙中结构演化理论进行检验，因为星系团是宇宙的物质在万有引力作用下形成的最大的系统。根据JKCS 041所处的位置这个星系团在大爆炸发生还不到35亿年时便已经形成，几乎已是理论计算值的极限。由于星系团形成非常接近理论的极限时间，这使得JKCS 041的物理性质，如组成、质量和温度都可以提供更多有关宇宙演化的信息。

## 延伸阅读
- arXiv, "JKCS041: a colour-detected galaxy cluster at z_phot=1.9 with deep potential well as confirmed by X-ray data" （页面存档备份，存于）, S. Andreon, B. Maughan, G. Trinchieri, J. Kurk, 9 Dec 2008, arXiv:0812.1699v2 [astro-ph] , doi:10.1051/0004-6361/200912299, Bibcode：2009A&A...507..147A (accessed 12-12-2009)